# Хрватска на Песми Евровизије
Хрватска је на Песми Евровизије учествовала 30 пута. Дебитовала је 1993. и од тада има свакогодишњег представника. Једна је од ретких земаља која није напуштала такмичење у периодима после лошег пласмана, а поред Шпаније друга је која има свог представника од првог појављивања.
Хрватска је на Песми Евровизије била заступљена у периоду између 1961. и 1991. у оквиру СФР Југославије. Као Савезна Република била је најуспешнија па је од 26 југословенских представника чак 13 било из Хрватске. Југословенски једини победник, група Рива са песмом Рок ми такође су пореклом из Хрватске.
Након распада Југославије, 1991. Хрватска је већ следеће године аплицирала за учешће на такмичењу. Међутим њихова молба одбијена је јер организатор националног фестивала, Хрватска радиотелевизија, није била пуноправна чланица Европске радиодифузне уније. Након испуњења једног од главног захтева Песме Евровизије, ХРТ је 1993. послала групу Пут са песмом Don't Ever Cry.

## Представници
| Година    | Извођач(и)                    | Назив                 | Финале            | Поени             | Полуфинале       | Поени            |                  |
| --------- | ----------------------------- | --------------------- | ----------------- | ----------------- | ---------------- | ---------------- | ---------------- |
| 1993      |                               |                       | 15.               | 33                | 3.               | 51               |                  |
| 1994      | Тони Цетински                 | Нек'ти буде љубав сва | 16.               | 27                |                  |                  |                  |
| 1995      | Магазин и Лидија              | Носталгија            | 6.                | 91                |                  |                  |                  |
| 1996      | Маја Благдан                  | Света љубав           | 4.                | 98                | 19.              | 30               |                  |
| 1997      | Е.Н.И.                        | Пробуди ме            | 17.               | 24                |                  |                  |                  |
| 1998      | Данијела                      | Нека ми не сване      | 5.                | 131               |                  |                  |                  |
| 1999      | Дорис Драговић                | Марија Магдалена      | 4.                | 118               |                  |                  |                  |
| 2000      | Горан Каран                   | Кад заспу анђели      | 9.                | 70                |                  |                  |                  |
| 2001      | Вана                          |                       | 10.               | 42                |                  |                  |                  |
| 2002      | Весна Писаровић               |                       | 11.               | 44                |                  |                  |                  |
| 2003      | Клаудија Бени                 | Више нисам твоја      | 15.               | 29                |                  |                  |                  |
| 2004      | Иван Микулић                  |                       | 12.               | 50                | 9.               | 72               |                  |
| 2005      | Борис Новковић & Ладо Мемберс | Вукови умиру сами     | 11.               | 115               | 4.               | 169              |                  |
| 2006      | Северина                      | Моја штикла           | 12.               | 56                | Топ 10 из 2005.  | Топ 10 из 2005.  |                  |
| 2007      | Дадо Топић                    | Вјерујем у љубав      | Нису се пласирали | Нису се пласирали | 16.              | 54               |                  |
| 2008      | Краљеви улице и               | Romanca               | 21.               | 44                | 4.               | 112              |                  |
| 2009      | Игор Цукров                   | Лијепа тена           | 18.               | 45                | 13.              | 33               |                  |
| 2010      | Феминем                       | Лако је све           | Нису се пласирали | Нису се пласирали | 13.              | 33               |                  |
| 2011      | Дарија Кинцер                 | Celebrate             | Нису се пласирали | Нису се пласирали | 15.              | 41               |                  |
| 2012      | Нина Бадрић                   | „Небо“                | Нису се пласирали | Нису се пласирали | 12.              | 45               |                  |
| 2013      | Клапа с мора                  | „Мижерја“             | Нису се пласирали | Нису се пласирали | 13.              | 38               |                  |
| 2014–2015 | Није учествовала              | Није учествовала      | Није учествовала  | Није учествовала  | Није учествовала | Није учествовала | Није учествовала |
| 2016      | Нина Краљић                   | „Lighthouse“          | 23.               | 73                | 10.              | 133              |                  |
| 2017      | Жак Хоудек                    | „My Friend“           | 13.               | 128               | 8.               | 141              |                  |
| 2018      | Франка                        | „Crazy“               | Нису се пласирали | Нису се пласирали | 17.              | 63               |                  |
| 2019      | Роко Блажевић                 | „The Dream“           | Нису се пласирали | Нису се пласирали | 14.              | 64               |                  |
| 2020      | Дамир Кеџо                    | „Дивљи вјетре“        | Отказано          | Отказано          | Отказано         | Отказано         |                  |
| 2021      | Албина                        | „Tick-Tock“           | Нису се пласирали | Нису се пласирали | 11.              | 110              |                  |
| 2022      | Миа Димшић                    | „Guilty Pleasure“     | Нису се пласирали | Нису се пласирали | 11.              | 75               |                  |
| 2023      | Лет 3                         | „Мама шч“             | 13.               | 123               | 8.               | 76               |                  |
| 2024      | Baby Lasagna                  | „Rim Tim Tagi Dim“    | 2.                | 547               | 1.               | 177              |                  |
| 2025      | Марко Бошњак                  | „Poison Cake“         | Нису се пласирали | Нису се пласирали | 12.              | 28               |                  |
| 2026      |                               |                       |                   |                   |                  |                  |                  |

## Историја гласања
Хрватски представници највише поена добили су од:
| Ранг | Држава               | Поени |
| ---- | -------------------- | ----- |
| 1    | Србија               | 105   |
| 2    | Малта                | 82    |
| 3    | Уједињено Краљевство | 60    |
| 4    | Словенија            | 52    |
| 5    | Република Македонија | 49    |

Хрватски извођачи највише поена добили су од:
| Ранг | Држава               | Поени |
| ---- | -------------------- | ----- |
| 1    | Словенија            | 99    |
| 2    | Србија               | 89    |
| 3    | Малта                | 62    |
| 4    | Република Македонија | 52    |
| 5    | Турска               | 50    |

Извори:
НАПОМЕНА: У горњим табелама дати су само збирни поени добијени у финалима.

## Занимљивости
Позната хрватска певачица Тереза Кесовија представљала је Монако на Песми Евровизије 1966.